# HR 9038
HR 9038 (GJ 909) es un sistema estelar de magnitud aparente +6,39.
Situado en la constelación de Cefeo, visualmente se localiza unos 2º al sur de Errai (γ Cephei).

## Características del sistema
HR 9038 es un sistema estelar triple cuya estrella principal, GJ 909 A, es una binaria espectroscópica con un período orbital de 7,753 días.
Las dos componentes de esta binaria son enanas naranjas de tipo espectral K3V, cada una de ellas con una masa de 0,73 masas solares.
Tienen una temperatura efectiva de 4759 K y un radio equivalente al 83% del radio solar.
La velocidad de rotación proyectada medida es de 2,0 km/s.
Su contenido metálico es comparativamente muy bajo —un 20% del que exhibe el Sol—, siendo su índice de metalicidad [Fe/H] = -0,71.
Alrededor de GJ 909 A orbita la tercera estrella del sistema, denominada GJ 909 B.
Es una enana roja de tipo M2V que tiene magnitud aparente +11,7.
Brilla con el 0,2% de la luminosidad solar y su radio equivale al 37% del radio solar.
Tiene una masa de 0,37 masas solares.
Visualmente se encuentra a 3,7 segundos de arco de GJ 909 A, siendo la separación real entre ambas de al menos 40 UA (2008).
GJ 909 B emplea 255 años en completar una órbita alrededor de GJ 909 A.
El sistema se encuentra a 35,2 años luz del sistema solar.
Las estrellas conocidas más cercanas a HR 9038 son Gliese 22 y Gliese 48, respectivamente a 5,7 y 7,8 años luz.